# Faye Dunaway
Dorothy Faye Dunaway (Bascom, 14 de janeiro de 1941) é uma atriz norte-americana. Ela recebeu vários prêmios ao longo de sua carreira, incluindo um Oscar, um Prêmio Emmy, três Globos de Ouro e um BAFTA. Em 2011, o governo da França a nomeou Oficial da Ordem das Artes e Letras.
Sua carreira começou no início dos anos 1960 na Broadway. Ela fez sua estreia no cinema com o filme Acontece Cada Coisa de 1967, e alcançou a fama nesse mesmo ano com seu papel de Bonnie Parker em Bonnie e Clyde - Uma Rajada de Balas, pelo qual recebeu sua primeira indicação ao Oscar. Seus filmes mais conhecidos incluem Crown, o Magnífico (1968), o drama Movidos Pelo Ódio (1969), o western Pequeno Grande Homem (1970), uma adaptação do clássico Os Três Mosqueteiros (1973), Chinatown (1974), pelo qual ganhou sua segunda indicação ao Oscar, Inferno na torre (1974), o thriller político Três Dias do Condor (1975), a sátira Rede de Intrigas (1976), pelo qual ganhou o Oscar de melhor atriz e, e o thriller Os Olhos de Laura Mars (1978).
Sua carreira evoluiu para personagens mais maduros nos anos subsequentes, geralmente em filmes independentes, começando com sua controvertida interpretação de Joan Crawford no filme Mamãezinha Querida de 1981. Outros filmes notáveis nos quais ela apareceu incluem Supergirl (1984), Barfly – Condenados pelo Vício (1987), A Decadência de uma Espécie (1990), Arizona Dream: Um Sonho Americano (1994), Don Juan DeMarco (1995), Questão de Sensibilidade (1997), Gia - Fama e Destruição (1998) e Regras da Atração (2002). Dunaway também atuou no teatro em várias peças, incluindo A Man for All Seasons (1961-63), Após a queda (1964), Hogan's Goat (1965–67), A Streetcar Named Desire (1973) e recebeu o prêmio Sarah Siddons por sua interpretação da cantora de ópera Maria Callas em Master Class (1996).
Depois de relacionamentos românticos com Jerry Schatzberg e Marcello Mastroianni, Dunaway se casou duas vezes, primeiro com o cantor Peter Wolf e depois com o fotógrafo Terry O'Neill, com quem teve um filho, Liam.

## Carreira
Depois de estrear nas telas num pequeno papel no filme O Incerto Amanhã pelas mãos do diretor Otto Preminger, Faye Dunaway conheceu o estrelato instantâneo no papel de Bonnie Parker, com o mega sucesso de público e de crítica de Bonnie & Clyde: uma Rajada de Balas, filme produzido e estrelado por Warren Beatty em 1967, vencedor de vários oscares daquele ano e que a transformou numa celebridade internacional.
A partir daí sua carreira entrou em contínua ascensão e sua participação em Crown, O Magnífico, com Steve McQueen no ano seguinte a levou a ser uma das atrizes mais populares de Hollywood nos anos 70, estrelando grandes sucessos como Os Três Dias do Condor com Robert Redford, o celebrado filme de Roman Polanski Chinatown com Jack Nicholson, Os Olhos de Laura Mars com Tommy Lee Jones e Rede de Intrigas, o filme que lhe daria o Oscar de Melhor Atriz como Diana Christensen, uma manipuladora executiva de televisão, entre outros.
Apesar de seu grande talento, nos anos 80 os papéis importantes começaram a escassear e Dunaway fez poucos filmes, o mais notável deles, Mamãezinha Querida, em que teve uma impressionante atuação como Joan Crawford, a estrela de Hollywood dos anos 1930 e 1940, que foi retratada como uma megera na vida particular por sua filha, numa autobiografia que virou um best-seller nos Estados Unidos. Faye considerou que este filme arruinou sua carreira como atriz principal, porque seu desempenho foi "muito bom num papel odioso", que provocou grande antipatia entre o público cinéfilo.
Afastada das grandes produções, sua última participação em um filme de sucesso foi quando contracenou com seu ídolo Marlon Brando em Don Juan de Marco, em 1996, também com Johnny Depp no elenco no papel-título.
Possui uma estrela na Calçada da Fama desde 2 de outubro de 1996, localizada na Hollywood Boulevard.

## Principais trabalhos
- 2010 - Balladyna (Balladyna)

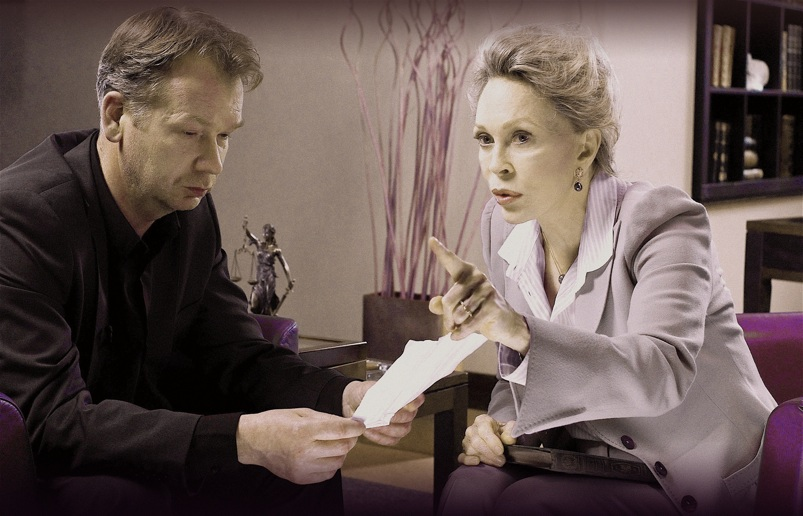
Faye Dunaway, Mirosław Baka, Balladyna

- 2009 - Grey's Anatomy - T5 E16 (Dra. Margaret Campbell)
- 2006 - Assalto Relâmpago (Cut Off)
- 2006 - C.S.I.: Investigação Criminal - T5 E13 (Lois O'Neill)
- 2005 - Fantasmas Nunca Dormen (Ghosts Never Sleep)
- 2004 - O Último Adeus (Last Goodbye)
- 2002/03 - Alias: Codinome Perigo - T2 E10/11/12 - (Ariana Kane)
- 2002 - Homem de Fé (The Calling / Man of Faith)
- 2002 - Regras da Atração (The Rules of Attraction)
- 2000 - Caminho Sem Volta (The Yards)
- 1999 - Thomas Crown - A Arte do Crime (The Thomas Crown Affair)
- 1999 - Joana D'Arc de Luc Besson (The Messenger: The Story of Joan of Arc)
- 1998 - Gia - Fama & Destruição (Gia)
- 1996 - Ciladas da Sorte (Albino Alligator)
- 1996 - O Hóspede Quer Bananas (Dunston Checks In)
- 1995 - Meu Filho, O Estuprador (A Family Divided)
- 1994 - Don Juan DeMarco (Don Juan DeMarco)
- 1993 - Um Sonho Americano (Arizona Dream)
- 1990 - A Chave do Enigma (The Two Jakes)
- 1987 - Barfly - Condenados Pelo Vício (Barfly)
- 1985 - Thirteen at Dinner (Filme para TV)
- 1984 - Ellis Island
- 1981 - Mamãezinha Querida (Mommie Dearest)
- 1979 - O Campeão (The Champ)
- 1978 - Os Olhos de Laura Mars (Eyes of Laura Mars)
- 1976 - A Viagem dos Condenados (Voyage of the Damned)
- 1976 - Rede de Intrigas (Network)
- 1974 - Inferno na Torre (The Towering Inferno)
- 1974 - Chinatown
- 1971 - Doc
- 1970 - Pequeno Grande Homem (Little Big Man)
- 1968 - Crown, O Magnífico (The Thomas Crown Affair)
- 1967 - Bonnie & Clyde: uma Rajada de Balas (Bonnie and Clyde)